# خورخي إسترادا
خورخي إسترادا (بالإنجليزية: Jorge Estrada)‏ هو مصارع محترف أمريكي، ولد في 1976 في ميامي في الولايات المتحدة.

## روابط خارجية
- خورخي إسترادا على موقع CageMatch worker (الإنجليزية)